# Brian Transeau
Brian Wayne Transeau, ameriški glasbenik, * 4. oktober 1971, Maryland, ZDA. 
Transeau snema pod psevdonimom BT. V Bostonu je eno leto obiskoval Glasbeno šolo Berklee (Berklee School Of Music), nato se je preselil v Los Angeles, kasneje pa še v Washington.
BT-jeva glasba v začetku devetdesetih let 20. stoletja v Ameriki ni bila preveč dobro sprejeta. Zato se je začasno preselil v Evropo, kjer je njegovo glasbo odkril slavni DJ Sasha, ki jo je potem vpeljal v klube širom sveta. BT-jev album Ima (1995) je postavil nove standarde v trance glasbi. Za razliko od mnogih drugih ustvarjalcev trancea, ni BT nikoli izgubil svoje ostrine in kvalitete. Leta 1997 je izdal eksperimentalni album ESCM. Leta 1999 je izdal Movement in Still Life, 2003 pa bolj vokalni Emotional Technology. Prispeval je vokale na DJ Tiëstovi Love Comes Again in pred kratkim sodeloval z Davidom Bowiem v pesmi (She Can)Do That.

## Diskografija
Singli
- »Moment of Truth« (1993)
- »Relativity« (1993)
- »Embracing the Sunshine«
- »Loving You More« featuring Vincent Covello (1995)
- »Blue Skies« featuring Tori Amos (1996)
- »Divinity« (1996)
- »Quark« (1997)
- »Flaming June« (1997)
- »Love, Peace & Grease« (1997)
- »Remember« (1997)
- »Shineaway« (1997)
- »Believer« (1999)
- »Godspeed« (1999)
- »Mercury and Solace« (1999)
- »Fibonacci Sequence« (2000)
- »Never Gonna Come Back Down« (2000)
- »Dreaming« (2000)
- »Somnambulist (Simply Being Loved)« (2003)

Albumi
- Ima (1995)
- ESCM (1997)
- Movement in Still Life (1999)
- Emotional Technology (2003)
- Monster - Music From and Inspired by the Film (2004)

EP-ji
- Still Life In Motion (2001)
- The Technology EP (2004)

Kompilacije
- R&R (Rare & Remixed) (2001) - Zbirka BT-jevih remix-ov
- 10 Years In the Life (2002) - »Best of« album.

Remix-i
- B-Tribe, »Nanita (A Spanish Lullaby)« (1995)
- Shiva, »Freedom« (1995)
- Diana Ross, »Take Me Higher« (1995)
- Cabana, »Bailando Con Lobos« (1995)
- Grace, »Not Over Yet« (1995)
- Wild Colour, »Dreams« (1995)
- Mike Oldfield, »Let There Be Light« (1995)
- Billie Ray Martin, »Running Around Town« (1995)
- Seal, »I'm Alive« (1995)
- Gipsy Kings, »La Rumba De Nicolas« (1996)
- Billie Ray Martin, »Space Oasis« (1996)
- Tori Amos, »Talula« (1996)
- Tori Amos, »Putting the Damage On« (1997 - Unreleased)
- Dina Carrol, »Run To You« (1997)
- The Crystal Method, »Keep Hope Alive« (1997)
- Paul Van Dyk, »Forbidden Fruit« (1997)
- Deep Dish, »Stranded« (1997)
- Madonna, »Drowned World/Substitute For Love« (1998)
- Lenny Kravitz, »If You Can't Say No« (1998)
- DJ Rap, »Bad Girl« (1998)
- Depeche Mode, »It's No Good« (1998 - Unreleased)
- Sarah McLachlan, »I Love You« (1999)
- Tom Jones, »She's A Lady« (2000)
- Sarah McLachlan, »Hold On« (2001)
- Ko?n, »Here to Stay« (2002)
- The Doors, »Break on Through (To the Other Side)« (2004) w/ additional production by Burufunk and Carmen Rizzo

Filmska glasba
- The Jackal (1997) - »Shineaway« (z Richardom Butlerjem)
- Go (1999) - Vsa glasba, »Believer«
- Under Suspicion (2000) - Vsa glasba
- Gone in Sixty Seconds (2000) - »Never Gonna Come Back Down«
- Driven (2001) - Vsa glasba, »Satellite«
- Lara Croft: Tomb Raider (2001) - »The Revolution«
- The Fast and the Furious (2001) - Vsa glasba, »Nocturnal Transmission«
- American Pie 2 (2001) - »Anomaly-Calling Your Name« (Libra Presents Taylor)
- Zoolander (2001) - (brez zaslug), »Madskillz-Mic Chekka (Remix)«
- Sweet November (2001) - »Shame (Ben Grosse Remix)«
- Blade 2 (2002) - »Tao Of The Machine« (z The Roots)
- The Core (2003) - »Sunblind«
- Monster (2003) - Vsa glasba
- Win a Date with Tad Hamilton! (2004) - »Superfabulous (Scott Humphrey Radio Mix)«
- The Underclassman (2005) - Vsa glasba
- Nevidni bojevnik (2005) - Vsa glasba, »She Can (Do That)« (z Davidom Bowiejem)

Glasba v video-igricah
- Die Hard Trilogy 2: Viva Las Vegas (1999) - Vsa glasba
- Frequency (2001) - »Smartbomb«
- SSX Tricky (2001) - »Smartbomb (Plump's Vocal Mix)«
- Gran Turismo 3: A-Spec (2001) - »Madskillz-Mic Chekka«
- Wipeout Fusion (2002) - »Smartbomb (Plump DJs Remix)«
- ATV Offroad Fury 2 (2002) - »The Revolution«
- Wreckless: The Yakuza Missions (2002) - Vsa glasba
- Need for Speed: Underground (2003) - »Kimosabe« (z Wildchild)
- Amplitude (2003) - »Kimosabe« (z Wildchild)
- Dance Dance Revolution Extreme (2004) - »Simply Being Loved (Somnambulist)«
- Tiger Woods PGA Tour 2005 (2004) - Vsa glasba

Sample CD-ji
- Breakz from the Nu Skool (2002)
- Twisted Textures (2002)